# Ensdorf (Bavière)
Pour les articles homonymes, voir Ensdorf.
Ensdorf est une commune de Bavière (Allemagne), située dans l'arrondissement d'Amberg-Sulzbach, dans le district du Haut-Palatinat.
Ensdorf abrite un ancien monastère bénédictin dédié à saint Jean et fondé en 1121 par le comte Othon II de Wittelsbach. Le monastère a fonctionné jusqu'en 1556 et à la Réforme. Il a été rouvert de 1669 à 1802, jusqu'à la sécularisation des Ordres religieux.
Il est occupé depuis 1920 par les Salésiens de Don Bosco.